# Li Hanwen
Li Hanwen (chinesisch 李汉文, Pinyin Lǐ Hànwén; * 22. August 2002 in der Provinz Jiangsu) ist ein chinesischer Tennisspieler.

## Karriere
Li spielte auf der ITF Junior Tour bis 2020 und konnte dort mit Rang 8 im März seine beste Platzierung erreichen. Sein größter Turniersieg war der Titel beim Banana Bowl im Februar 2020. Bei den Grand-Slam-Turnieren kam er nie über die zweite Runde hinaus. Im Doppel stand er 2019 einmal im Finale eines Turniers der höchsten Kategorie in Osaka.
Ab 2020 spielte er auf der drittklassigen ITF Future Tour auch bei den Profis Turniere. Im März 2021 konnte er dort erstmals in ein Halbfinale einziehen; im Doppel stand er einmal im Finale. Im Mai erhielt Li eine Wildcard für das Doppelfeld des ATP-Turniers in Genf, wo er an der Seite von Arthur Cazaux antrat. Bei seinem Debüt auf der ATP Tour verlor Li in zwei Sätzen gegen die Paarung aus Marin Čilić und Andrei Golubew. In der Tennisweltrangliste konnte er bislang noch nicht in die Top 1000 einziehen.